# Петро Суховій
Петро Суховій (Суховієнко) — кошовий гетьман у 1668–1669 роках, писар Запорозької Січі, гетьман Війська Запорозького та Правобережної України «ханської величності».

## Дитинство та освіта
Народився Петро у 1645 року в одній з козацьких родин Лівобережної України, ймовірно на Полтавщині. Тут він пройшов «научєніє і воспітаніє своє» в дитячі роки, але невдовзі його батьки переїхали до порубіжних земель, що належали Московській державі, де проживали понад 10 років. Він мав старшого брата (теж Петра), який разом з дружиною проживав у місті Зіньків поблизу Гадяча. Невідомо чи був Суховієнко одружений*, хоча 1669 року гетьман Петро Дорошенко висловлював бажання віддати за нього свою доньку.
Історики ще не дослідили, де і яку освіту отримав Суховієнко. можливо, що в Україні він навчався у початковій школі, а потім студіював в одному з навчальних закладів Московщини. Знаємо, що окрім «козацького» письма він добре знав польську, татарську, московську та латинську мови. А отже не виключено, що він навчався в якомусь з університетів Європи. У 1668 ніжинський протопоп Симеон Адамович, перебуваючи в Москві, розповідав урядовцям Посольського приказу: «… есть в Запорогах писарь Петрушка Суховей, досужей и ученой человек, в 23 года, и посылан был он в Крым для договоров, и с ханом де и с калгою и с салтаном договор учинил, и из Крыму об нем в Запороги писали, чтоб впредь к ним посылали таких же досужих людей, как он Суховий, а прежде сего таких умных людей к ним не присылывали». «Ділом сильний, в річах світових цекав (говорив — Т. Ч.)» — свідчив про молодого гетьмана Правобережної України козацький літописець Самійло Величко.

## Запорозька Січ
На арені політичного життя України Петро Суховієнко з'явився у 1667-му, виступаючи як кошовий писар Запорозької Січі. Цей рік був дуже важким для Козацької держави, зважаючи на укладене в селі Андрусові перемир'я між Річчю Посполитою та Московською державою. Саме воно заклало основи подальшого міжнародного поділу України між сусідніми країнами. Проти умов Андрусівського перемир'я виступали як правобережний гетьман Петро Дорошенко, так і лівобережний правитель Іван Брюховецький. Однак, наміри першого укласти тісніший союз з Османською імперією викликали спротив у запорозької старшини.
На початку серпня 1668 року кошова рада вирішує відправити до татарської столиці Бахчисараю посольство з вимогою допомогти їм відібрати булаву у Дорошенка і віддати її до рук людини, яка б на відміну від нього, враховувала політичні й економічні прагнення запорожців, і була більш прогнозованою для османського султана та залежного від нього кримського хана. Така людина знайшлася в особі запорозького писаря Суховієнка, якому й доручили очолити посольство до Криму.
Прибувши в середині серпня до Бахчисараю Суховієнко уклав військово-політичний договір з кримським ханом Аділ-Гіреєм. Згідно з його статтями, в обмін на зобов'язання запорожців не руйнувати татарських улусів, хан обіцяв надати військову допомогу січовикам. У процесі спілкування козацького посольства з татарським урядом молодий запорозький писар так сподобався Аділ-Гірею, що той запропонував стати йому гетьманом України під протекторатом Кримського ханства, а також дав Суховієнку дублікат власної печатки, де були зображені «лук з двома стрілами».

## Ханський гетьман
Відразу ж після повернення в Україну Суховієнко пише листа до гетьмана Дорошенка з пропозицією прибути до Запорожжя на раду «щоб запорожцям з обох сторін Дніпра вибрати одного гетьмана». Але досвідчений Дорошенко, передбачаючи можливість свого вбивства на цій раді, відмовив і відписав Суховієнку, що згідно з козацьким звичаєм такі ради завжди проводилися «в городах», а не на Запорожжі. Таким чином рада запорозького коша обирає Суховієнка гетьманом від свого імені, а також частини правобережних і лівобережних полків. Це обрання підтримали близько 6 000 запорожців, козаки Переяславського, Полтавського, Миргородського, Лубенського і Прилуцького полків. Однак, слід відзначити, що підтримка лівобережних козаків стала можливою лише з огляду на присутність в Україні (згідно запорозько-татарської угоди) майже стотисячної татарської орди.
Окрім цього, відразу після обрання Суховієнко направив своїх послів до османського султана Мегмеда IV. Вони мали запевнити його, що новообраний гетьман буде притримуватися всіх тих домовленостей, які були укладені між ним і гетьманом Дорошенком. Мегмед IV підтримав Суховієнка на гетьманстві та пообіцяв йому допомогу хана, а також надання навесні війська для походу на Кодацьку фортецю.
Саме так козацька Україна отримала ще одного гетьмана. Нагадаємо, що окрім Петра Дорошенка, який був обраний на цю посаду 1665 року, в Україні діяв ще Дем'ян Ігнатович-Многогрішний (1668—1672), що визнавав зверхність московського царя і мав владу над частиною Лівобережжя. Треба відзначити, що незважаючи на розбіжність поглядів Дорошенка, Многогрішного, Суховієнка на шлях політичного розвитку України, всі вони прагнули однієї мети — бачити її вільною державою.
Першим кроком Суховієнка у ранзі «запорозького» гетьмана стало звернення до свого візаві: «… а писал де к нему Дорошенку Суховеенко что но гетман ханева величества. А он бы Дорошенко не писался отнюдь Запорожским гетьманом». Цей лист був скріплений подарованою Суховієнку ханською печаткою.
Відповіддю Дорошенка стала розсилка листів до всіх козацьких полковників з вимогою не піддаватися «без ради і волі Війська Запорозького учиненому гетьману Суховієнку», а також чинити збройний опір татарським загонам, які останній привів до України. Більшість полковників підтримала Дорошенка. Вони навіть вимагали від нього негайно скликати «чорну» раду на якій вони б швидко «поламали своїми мушкетами стріли Суховієнка». Виконуючи Дорошенків наказ, у бою поблизу Прилук було знищено близько трьох тисяч татар. Крім того, брат Дорошенка Григорій відмовився від спільного походу з татарами і настійливо вимагав у кримського уряду видати йому Суховієнка.

## Патріотичний універсал
7 жовтня 1668 року гетьман Суховієнко видав універсал до всього українського народу, який став одним з найвизначніших документів, що переконливо свідчив про патріотичні наміри тогочасної козацької старшини втримати здобуту у ході визвольних змагань національну державність. Універсал засвідчував розуміння українською елітою проблеми міжнародного розділу своєї молодої країни між сильнішими сусідніми державами у результаті Андрусівського перемир'я 1667 року: «… в спокоение бедные Украины, одна сторона Днепра от Москвы до царского величества, а другая от стороны Польской к его милости пределенного вовсе отдана, что ей теми мирами, сиречь разделение, по малу малу в крепкие той своей стороны взявши руки, а потом и всеми силами напустивши, тако ее уязвите… мечем или вечным в тяжкую, подобно египецкую, работу Московскую взятием снести и искоренить плетением вместе…».
А тому, «видя таковы милой своей отчизны уготовленной и тако лютой нестерпимой внутрь болезни», Петро Суховієнко закликає як правобережних, так і лівобережних українців до єднання проти зовнішніх ворогів: «… и всему единоутробному братству моему посполитому Украинскому, по сем и том боку Днепра обретаему христианскому народу, объявляю и известую и остерегаю, чтоб вы в союзе и собою милой любви и милости братерской связанные крепко, твердо и неподвижно пребываючи».
Далі молодий гетьман згадував історію українсько-московських політичних стосунків, коли московський уряд нехтував рівноправністю союзу двох держав: «И оттоль что на частокольных везде в войнах головами и перстями вашими себе защищающе, когда к договорам придет вас к ним не токмо не припущают, но и жадные не объявляют речи, для того, что ни о чем ином с ляхами, только вас всегда как бы в руки взявши, вольности поломити, и ни во что обернути, торговались и торгуют; якоже и сие теперешнее мирное постановление (Андрусівське перемир'я — Т. Ч.) на всю Украйну пагубу приносит и перед небощиком Брюховецким, хотя боярин был утаено было. Также и Хмельницкого, которого только словами да подаркамии обещаниями, по своей обыклой Московской хитрости, манили… потаение с Ляхами, о изводе войска Запорожского и пагубе всей Украины договариваючи, бывало … снести бедную Украину постановили…».
Турбуючись за подальшу долю своєї вітчизни «матки милой отчизны бедной Украины», Петро Суховієнко апелює до національної свідомості українців: «От чего яку милую свою, в ней же родихся, отчизну и вас всих. Единого плоду будучи от сицевой пагубы остерегаю и отвожу; а яко вы ныне с собою, то есть с тою стороною (Правобережжям — Т. Ч.) за помощію Божією совокупились. Тако в том сопряженій крепко обретающееся, ничесаму себе к разрознению и расколю прелицаемому в грамотах слову и умышленному мечем и огнем и вечною неволею намерению вредити не подадите…».
Цей важливий у розвитку політичної думки України документ був написаний Суховієнком в місті Путивлі, що на Чернігівщині. Він наказав розіслати його до всіх українських полкових і сотенних міст та містечок з метою «чтоб было предо всеми чтено…». Однак, незважаючи на переконливі аргументи Суховієнка, його заклики до єднання були проігноровані більшою частиною козацької старшини — вже наступного року на Правобережній Україні з'явився ще один гетьман. Ним став уманський полковник Михайло Ханенко, якого проголосили гетьманом від імені короля Польщі.

## Бойові дії
У другій половині листопада 1668 року Петро Суховієнко разом з татарськими загонами діє на Полтавщині. Зокрема, він веде переговори зі старшиною Лубен з питання розміщення в місті на зиму чотирьох тисяч татар. Але йому в цьому було відмовлено. У цей же час в Гадячі був заарештований рідний брат гетьмана, Петро, який через деякий час був відпущений у зв'язку з клопотанням отомана містечка Зінкова.
Саме наприкінці осені в Україні поширюється чутка, не без допомоги московських представників, про «обусурманення» Суховієнка. Рейтарський поручик Крижановський свідчив про те, що Суховієнко прийняв мусульманську віру під іменем Ашпат-мурзи. Інший московит Хопчинський повідомляв до Посольського приказу, що татари дали йому ім'я Шамай. Крім того він свідчив: «отзывается Суховеенко хановым сыном». Можливо й справді татари неофіційно, на свій лад, називали Петра Суховієнка Шамаєм, а під час протокольних зустрічей — Ашпат-мурза, але свідчення про його перехід в іслам є вигадкою. Адже як після цього Суховієнко зміг би керувати запорожцями, що впродовж віків боронили православну християнську віру?
З огляду на розуміння чинників, якими керувалися османсько-татарські провідники, відмовляючи у своїй протекції Дорошенку й наставляючи на гетьманство іншу кандидатуру є рядки листа калги-солтана Крим-гірея до польного гетьмана Корони Польської Дмитра Вишневецького від 23 листопада 1668 року: «…Ми, бачачи шалберство Дорошенкове, вчинили так: писаря, який із Запорожжя з військом Запорозьким зі мною вийшов, прийняли ми його за приятеля і гетьмана Петра Суховія; про що просимо і бажаємо, щоб ти не слухаючи Дорошенкових приповідних листів; проти присяги підгаєцької зі мною був і на Україну не наступав».
З початком 1669 року Суховієнко разом з вірними йому полками і татарськими загонами переправився з Лівобережної України на Правобережжя, де намагався захопити столицю козацької України і резиденцію гетьмана Петра Дорошенка — Чигирин. Однак, дійшовши до околиць Чигирина і зваживши на неприступність його мурів Суховієнко уклав договір із Дорошенком, головною метою якого був спільний наступ проти поляків. Однак незабаром він отримав поразку під Вільшанкою, де його розбили підрозділи полковника Корсунця. Через деякий час у сутичці з полками Григорія Дорошенка, які поверталися з Лівобережжя, загинуло ще чимало козаків Суховієнка.
Коли 16 січня загони Івана Сірка розбили під Ольховцем татарські війська Батирчі-мурзи, то більшість прихильників Суховієнка перейшли на бік Сірка. «Коли запорожці, що були при Суховієнку побачили на другому боці (річки — Т. Ч.) Сірка, Григорія Уляновського та інших січовиків, то перейшли на їх бік…» — свідчив 26 січня отаман Захар Донець. Таким чином у Суховієнка залишилась невелика кількість козаків. Сучасники оповідали, що таких було всього близько 15.
У результаті цієї поразки лівобережні полки які були під владою «татарського» гетьмана знову перейшли до Петра Дорошенка. Крім того, козаки Дорошенка захопили канцелярію Суховієнка разом з архівом, печаткою, прапорами, литаврами і бубнами, які були привезені до Чигирина. Але Суховієнко й не збирався здаватися на милість переможцю. Навпаки, 25 квітня 1669 року він зібрав раду на Січі, де його проголосили «запорозьким» гетьманом. Отже, він знову розпочав готуватися до боротьби з Дорошенком.
Кримське ханство продовжувало підтримувати свого ставленика. Хан Аділ-Гірей прислав йому на допомогу орду під проводом солтана Мурата. Також хан звернувся з листом до окремих лівобережних полковників, переконуючи їх, що не варто «заради єдиного гетьмана (Дорошенка — Т. Ч.) бути в непризні з Кримом».
26 травня Суховієнко написав листа з Чортомлицької січі до полковника прилуцького полку Маценка, у якому просив останнього не вірити Дорошенку, який, за його переконаннями, хоче віддати Україну в османську неволю. Одночасно Суховієнко вирішив провести об'єднавчу раду Війська Запорозького. Для цього він відсилає до Чигирина посольство з 8 запорожців, які мали пропонувати Дорошенку прибути на раду до урочища Цибульник. На початку літа, а саме 4 червня вони дісталися до Чигирина. І хоча гетьман Дорошенко не відмовив Суховієнку, але наказав запорожцям передати на Січ, що дату і місце проведення такої ради буде призначати тільки він.
Після невдалого походу на Лівобережну Україну Суховієнко вирішив поширити свою владу на Правобережжя. У першій половині червня направлений ним на козацьких чайках полк запорожців під керівництвом Стефана Сулими оволодів Переволочною. Але вже 15 червня він був вибитий звідти підрозділами Дорошенка. Попри це, в кінці місяця у результаті військових дій та дипломатичних заходів на бік Суховієнка перейшли Корсунський, Уманський, Кальницький і Тарговицький полки. Невдовзі, внаслідок битви під Смілою до нього прилучилися частини Білоцерківського й Паволоцького полків.
На допомогу Суховію прибув сам Мурат-солтан з ордою. 7 липня відбувся бій під Чигирином. Попри те, що багато козаків-дорошенківців загинуло, татари разом з полками Суховієнка так і не змогли здобути столицю козацької України. У цей же час до гетьмана «ханської величності» від Дорошенка втік колишній невдаха — «екс»-гетьман Юрій Хмельницький. Отже більша частина Правобережної України опинилася під владою молодого гетьмана.
Розуміючи, що Суховієнко оговтався від поразки і починає набирати політичної ваги, а також зважаючи на попереднє запрошення, Дорошенко запропонував йому прибути на козацьку раду, що мала відбутися на традиційному місці збору — поблизу річки Росава.
Суховієнко погодився на пропозицію Дорошенка і прислав до нього свого полковника Оршанського, який мав передати Дорошенку вимоги свого гетьмана. Вони полягали в тому, що Дорошенко мав бути присутнім на раді без супроводу сердюцьких полків, а Суховієнко, натомість, буде без охорони татарських загонів. Однак, внаслідок того, що Дорошенко змінив попереднє рішення про місце проведення ради (він вирішив спочатку дати бій татарам), вона взагалі не відбулася.
Замість мирної ради гетьманів Суховієнка і Дорошенка, між ними відбулася сутичка поблизу села Комончі. Літопис Самовидця стверджує, що від полону Дорошенка врятував лише османський чауш, який дав наказ татарам, що підтримували Суховієнка припинити боротьбу. Розлючений Суховієнко навіть ув'язнив посланника султана, однак це йому не допомогло — татари невдовзі залишили його. Крім того, правобережний гетьман ув'язнив 15 представників Дорошенка, що привезли до нього лист з мирними пропозиціями.

## Складення булави
Після цього він разом з Юрієм Хмельницьким та уманським полковником Михайлом Ханенком подався до Умані. Саме тут 23 липня 1669 року відбулася рада козацьких полків Правобережної України на якій Суховієнку запропонували відмовитися від булави на користь Ханенка. Зважаючи на конфлікт з османами і татарами (отже вони не могли підтримувати його) він погоджується підтримувати новообраного на раді Ханенка, який хотів спертися на військову міць Речі Посполитої. Зважаючи на згоду Суховієнка, його після цього було обрано генеральним писарем в уряді Ханенка. Ханенко так описував ці події в листі до лівобережного гетьмана Дем'яна Многогрішного — «коли пан Суховій за уряд поклонився, на той хлопотливий гетьманства чин новообраний єсть».
Помінявши гетьманську булаву на писарський каламар, Суховієнко радив Ханенку задля блага всього українського народу зібрати поблизу Чигирина спільну з Дорошенком і Многогрішним козацьку раду. Наприкінці серпня, зважаючи на твердження Самовидця, така рада відбулася поблизу Умані. Але, очевидно, на ній високі сторони не змогли прийти до якогось компромісного рішення.
У вересні — жовтні 1669 року Суховієнко як генеральний писар взяв участь у боротьбі Ханенка з Дорошенком за правобережні міста й містечка. Зокрема, ханенківці відвойовують Торговицю, Звенигородку й Тарасівку. Суховієнко намагається підтримати Ханенка й тим, що використовує свої давні зв'язки з Кримом. У цей час навіть татарський посол у Варшаві називав Дорошенка «зрадником» і підтримував гетьманство Ханенка та писарство Суховієнка. У середині вересня Суховієнко перебував під Корсунем у таборі татар, які отримали поразку від Дорошенка та Івана Сірка. Очевидці повідомляли, що після корсунських подій «вся орда потягла до Криму ведучи з собою Суховія як в'язня». Можливо, що на деякий час Суховієнко й перебував у статусі полоненого, однак вже у червні 1670 року гетьман Ханенко, перебуваючи на Січі, відправив його до Криму з посольською місією. Він мав відвезти хану листи в яких писано «щоб кримських хан на польського короля війною не ходив».
Однак, вже через два місяці, у вересні, Петро Суховієнко, з невідомих нам причин забрав 170 єфимків зі скарбниці Ханенка і втік на Лівобережну Україну до Многогрішного. Уряд останнього також використовував Суховієнка як спеціаліста з «татарського питання». Знаємо, що лівобережний гетьман готував його до поїздки в Крим на переговори з ханом.
Після старшинського заколоту проти Дем'яна Многогрішного й обрання гетьманом Івана Самойловича бачимо Суховієнка в колі полковників, які присягнули московському цареві Олексію Михайловичу. Подальша його доля невідома. Можливо, він відійшов від активного військово-політичного життя, а, може, як свідчать деякі історики, подався до Криму. Лише пожовклі сторінки недоторканих архівних документів зможуть пролити світло на його життя й діяльність після весни 1672 року. Отже, з одного боку, цей правобережний гетьман став заручником політики татарських ханів, яка полягала в підтримці слабшого козацького провідника на противагу сильнішому, з другого — його універсали й листи переконливо засвідчили продовження курсу Богдана Хмельницького на утвердження Української держави. «Короля не слухається вся Україна і нічого йому не дає, також його царської пресвітлої величності силам оборонимся і давати їм нічого не будемо» — проголошував Суховієнко під час свого короткочасного гетьманства.
Але не довго запорожці та Іван Сірко стояли за Суховієм, ще зовсім недавно, будучи на його стороні, вони пізніше перейшли на сторону Дорошенка. Тоді Суховій пішов до татар, з якими він так зблизився, що згодом прийняв Іслам і взяв собі ім'я Шамай або Ашпат-Мурза і з ним було тільки близько трьохсот запорожців.